# Zdeslav z Divišova
Zdeslav II. z Divišova (uváděn také jako Zdislaw, v německé literatuře jako Sedeslaus I. Sternberg, * 1190, Chlumec nad Cidlinou – 1263/1265?) byl český šlechtic a zakladatel rodových hradů Český Šternberk a Moravský Šternberk.

## Život
Byl synem Diviše z Divišova († okolo 1240). Původně se psal z Chlumce a ovládal rodové državy Divišoviců ve středních Čechách (hrad Divišov, pravděpodobně založený jeho otcem), roku 1241 založil na ostrohu nad řekou Sázavou nový hrad Český Šternberk, který se stal novým rodovým sídlem. Od té doby se již rodina píše ze Šternberka podle jejich nového hradu, který nese jméno podle rodového erbu (Stern = hvězda, berg = hora). Zdeslav, který se uváděl s přídomkem ze Šternberka, zastával významné funkce u přemyslovského královského dvora (např. nejvyšší číšník) a byl ve družině Přemysla Otakara II. kterého doprovázel do Rakous. Po vítězných bitvách u Olomouce (1253) a Kressenbrunnu (1260) založil hrad Šternberk na Moravě. Zemřel pravděpodobně roku 1265.

## Česká a moravská větev
Zdeslav měl celkově čtyři syny, pro další vývoj rodu měli největší význam tři. Albrecht byl zakladatelem moravské pošlosti rodu, která zde vládla až do 16. století, Jaroslav byl nejspíš zakladatelem tzv. konopišťské větve, která přežívá až do dnes a Zdeslav byl nejspíše předkem holických Šternberků (větev vymřela v 18. století).

## Legenda
K obléhání Olomouce kumány se váže pověst, vzniklá na základě nepřesné interpretace středověkých kronik. Ty namísto Kumánů kladou Mongoly, jejichž invaze do Evropy však již v době uhersko-české války nebyla aktuálním tématem, jelikož Mongolové (Tataři) odtáhli zpět do střední Asie, aniž by došlo k větším vojenským akcím na území Moravy. Místo Zdeslava se pak setkáváme s jakýmsi Jaroslavem. Tato legenda byla obnovena a živena především v 19. století v souvislosti s rukopisnými boji. Rukopis královédvorský obsahuje báseň Jaroslav, oslavující právě boj tohoto nejspíš smyšleného Šternberka proti Tatarům při mongolském vpádu na Moravu (1241) (který se udál jen v oblasti Opavska a jablunkovského průsmyku). Po definitivním odsouzení rukopisů však byla i tato báseň vržena zpět do oblasti pověstí.